# Oberläufe der Gersprenz
Das Natura-2000-Gebiet Oberläufe der Gersprenz liegt in Südhessen im Landkreis Bergstraße und im Odenwaldkreis. Die Ausweisung als  FFH-Gebiet 6319-302 erfolgte mit der Verordnung vom 16. Januar 2008, geändert am 20. Oktober 2016. Geschützt werden naturnahe Fließgewässer an Berghängen und in Tallagen.

## Lage
Das Schutzgebiet befindet sich im Gebiet der Gemeinden Lindenfels und Reichelsheim. Es gehört zum Naturraum Vorderer Odenwald mit den Teilräumen Neunkircher-Höh-Odenwald, Tromm-Odenwald und Gersprenztal.
Geschützt sind naturnahe Abschnitte der beiden Haupt-Quellbäche der Gersprenz: der Mergbach und der Osterbach mit seinen Seitenbächen Rohrbach, Bach von der Dickhecke und Formbach; außerdem der Steinbach sowie die Gersprenz selbst bis nach Beerfurth. Das FFH-Gebiet umfasst jeweils die Bachläufe sowie einen 10 Meter breiten Uferstreifen.

## Erhaltungs- und Schutzziele
Im FFH-Gebiet sollen vor allem zwei Lebensraumtypen erhalten werden: „Fließgewässer der planaren bis montanen Stufe mit Vegetation des Ranunculion fluitantis“ (LRT 3260) und „Erlen- und Eschenwälder und Weichholzauenwälder an Fließgewässern (Alno-Padion, Alnion incanae, Salicion albae)“ (LRT 91E0*).
Als Arten von gemeinschaftlichem Interesse werden die Fischarten Groppe (Cottus gobio) und Bachneunauge (Lampetra planeri) sowie der Steinkrebs (Austropotamobius torrentium) genannt.
Außerdem kommt der Edelkrebs (Astacus astacus) vor, der in der Roten Liste Deutschlands als vom Aussterben bedroht eingestuft wird.

## Beschreibung und Flora
Die Quellregionen von Mergbach und stellenweise auch vom Osterbach und seinen Seitenbächen sind Gebirgsbäche, die über Granitfelsblöcke schnell bergab strömen. Auf den beschatteten Steinen finden sich Moosrasen mit Bach-Kurzbüchsenmoos, Bach-Spatenmoos und Rhynchostegium-Arten, selten kommt auch das flutende Quellmoos vor. An den Ufern wachsen unter anderem Bärlauch und Wald-Gelbstern.
Im Wald an den höher gelegenen Oberläufen wächst oft die Gemeine Esche, in der Krautschicht Winkel-Segge, Hain-Gilbweiderich, Wald-Sauerklee, Breitblättriger Dornfarn und Wald-Frauenfarn.
In den Tallagen begleiten Schwarzerlen  die Bäche und bilden naturnahe Bestände von Auwald. Im Unterwuchs gedeihen Drüsiges Springkraut, Wald-Sternmiere, Waldziest, Rote Lichtnelke, Giersch, Große Brennnessel, Buschwindröschen und Scharbockskraut. Der Galeriewald am Gewässer verläuft durch landwirtschaftlich genutzte Flächen.
Am Rohrbach sind die Erlenwälder von Niedermoor-Bereichen mit Torfmoosen und Echtem Mädesüß gesäumt und zeigen Übergänge zu Erlen-Bruchwald.

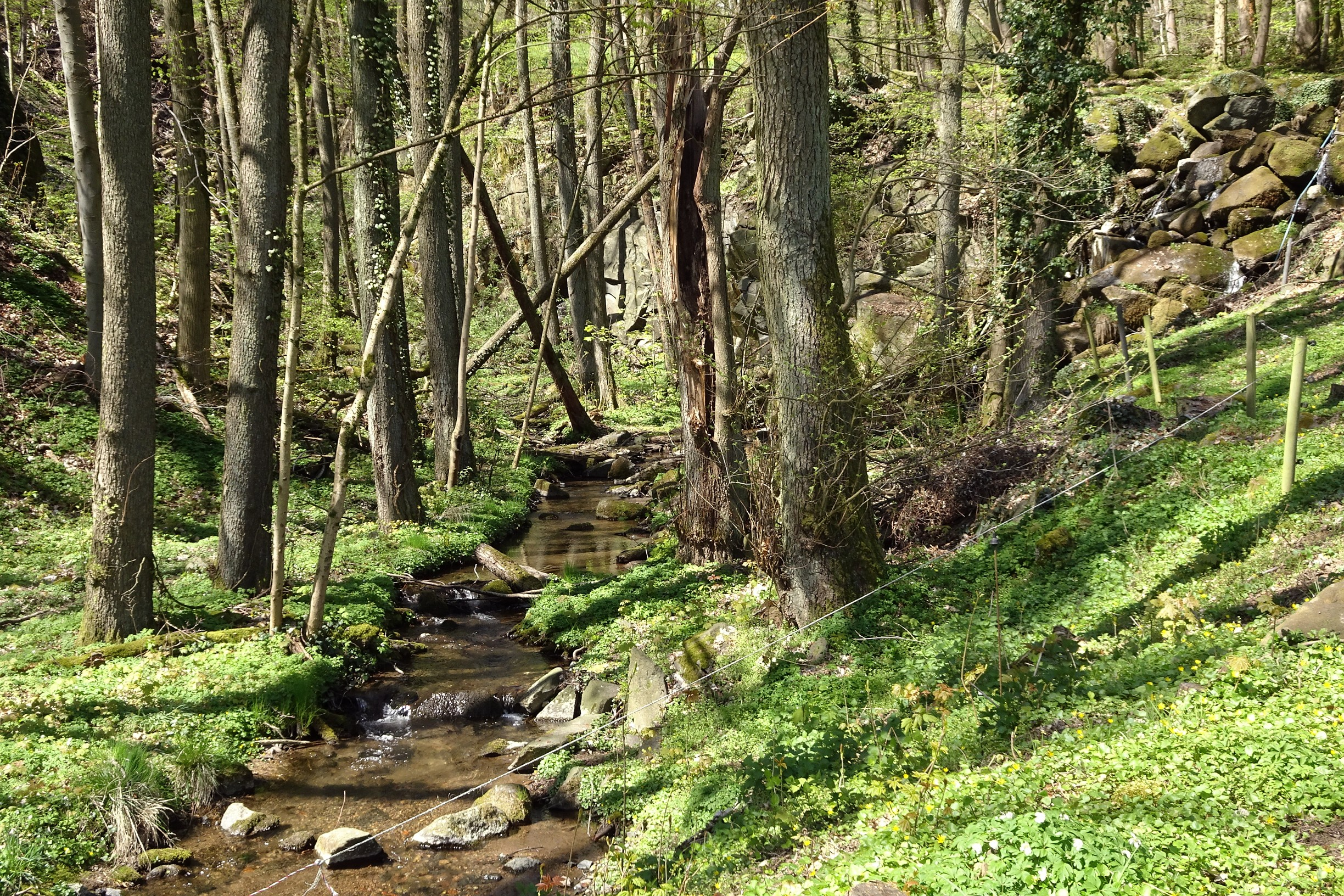
Mergbach unterhalb von Winterkasten, ein steiniger Gebirgsbach
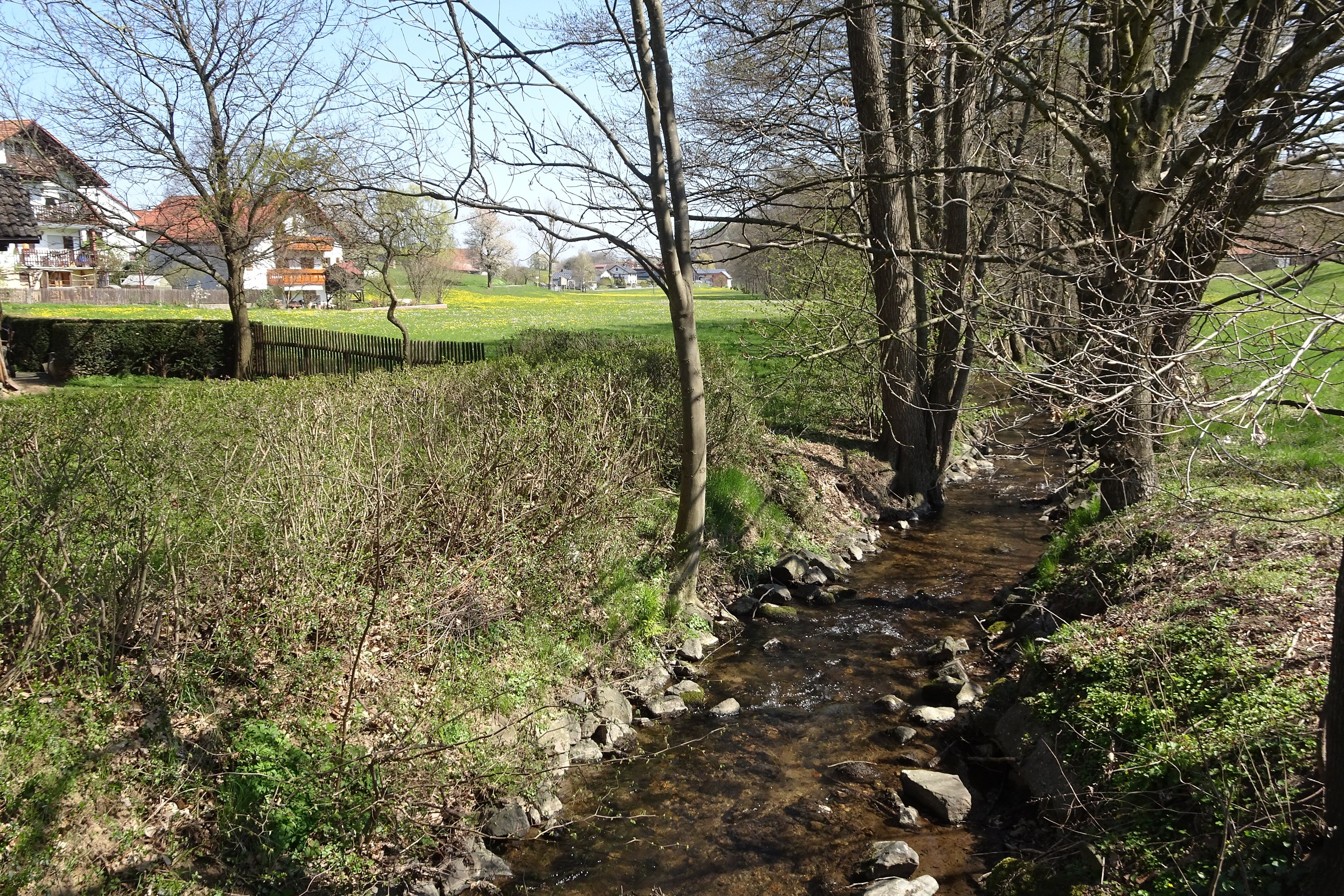
Mergbach bei Gumpen
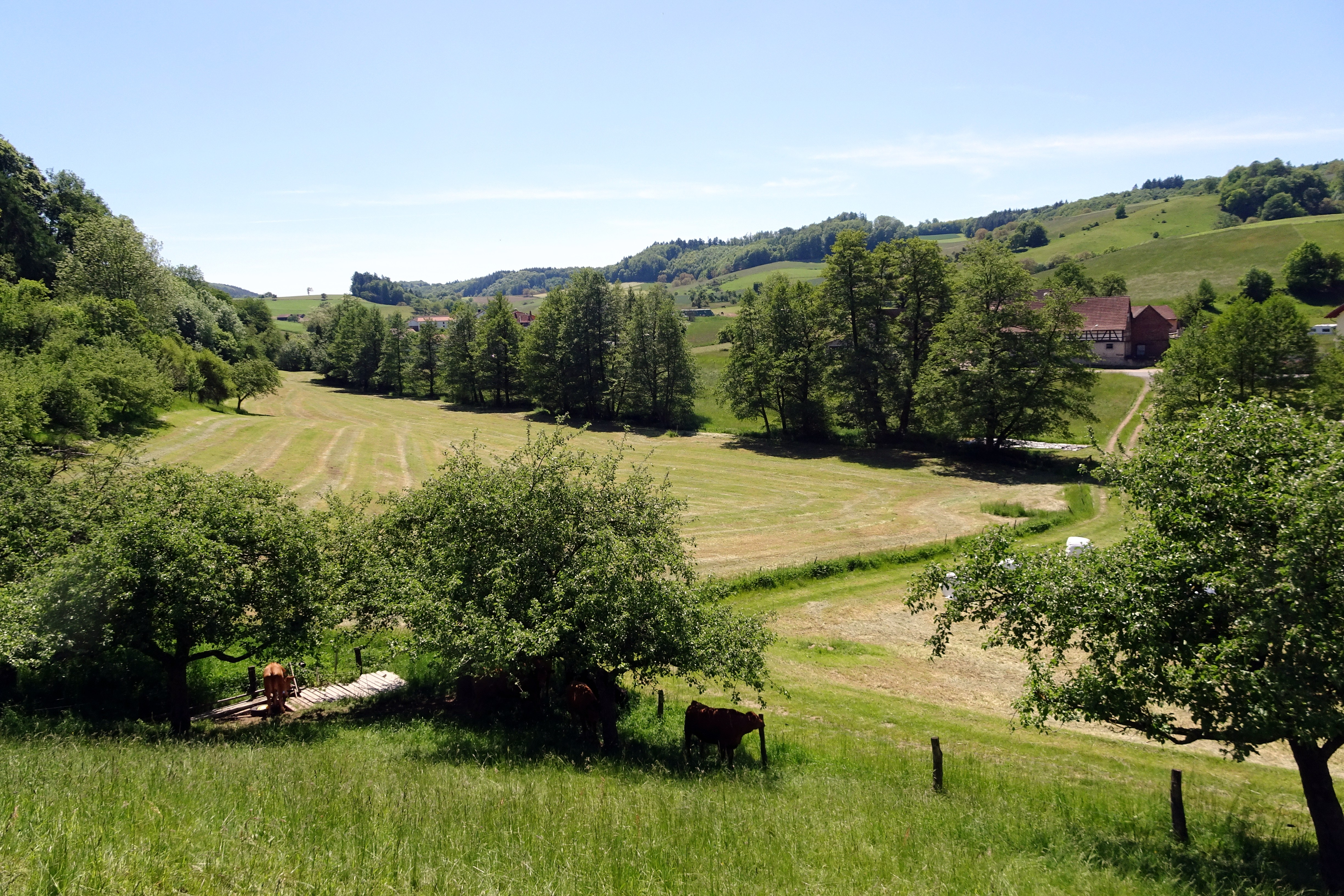
Tal des Osterbachs bei Ober-Ostern
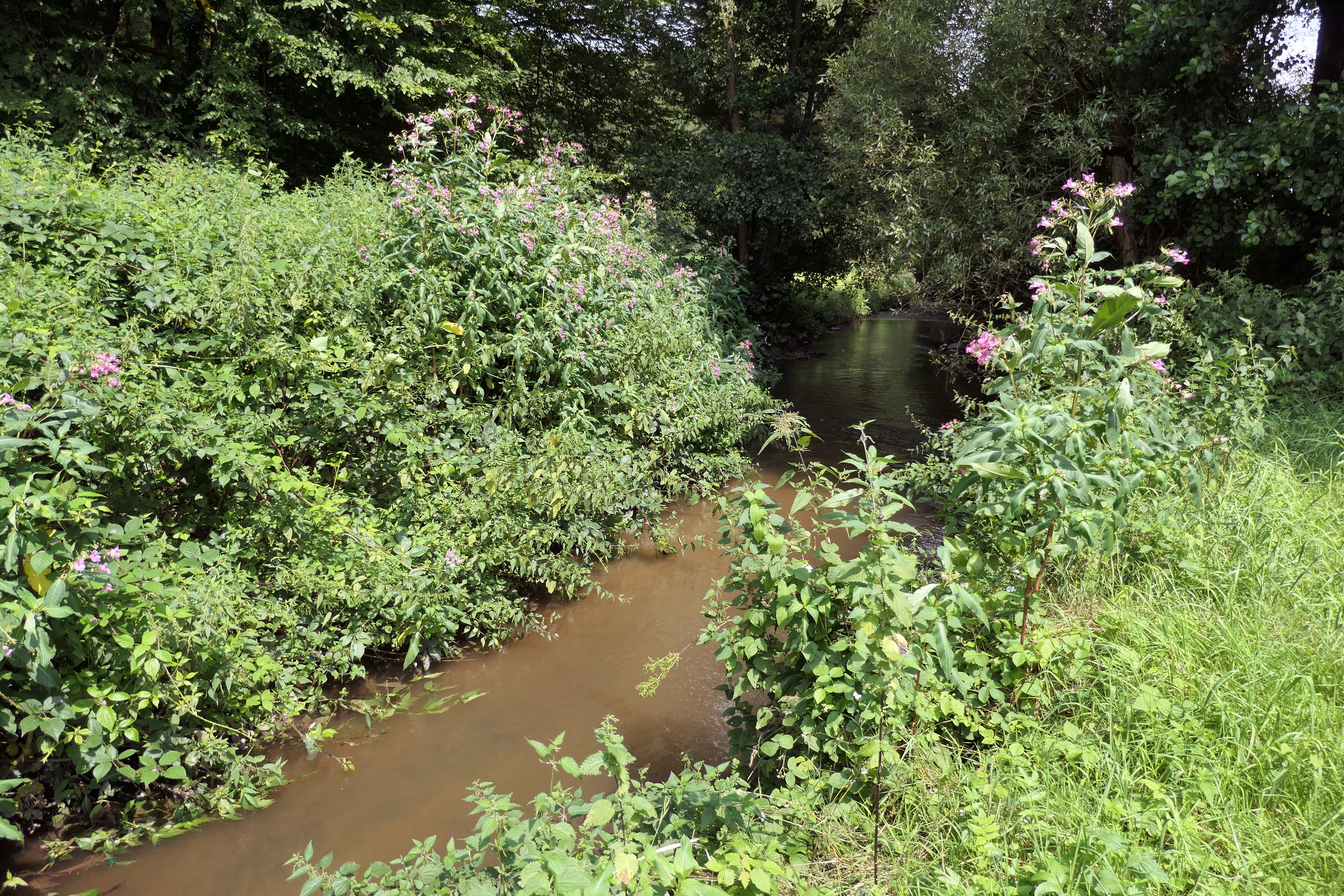
Zusammenfluss von Mergbach (vorn) und Osterbach (rechts) zur Gersprenz bei Reichelsheim-Bockenrod

## Beeinträchtigungen und Störungen
Im Auenbereich der Tallagen sind die Bäche oft begradigt worden und weisen Längs- und Uferverbauungen auf. Dadurch hat sich das unverzweigte Bachbett stellenweise stark eingetieft. Störungen gibt es zudem durch die angrenzende landwirtschaftliche Nutzung, weil die Uferrandstreifen häufig fehlen oder zu schmal sind.